# Liste der Naturschutzgebiete im Main-Tauber-Kreis

Im Main-Tauber-Kreis gibt es 36 Naturschutzgebiete. Für die Ausweisung von Naturschutzgebieten ist das Regierungspräsidium Stuttgart zuständig. Das jüngste Naturschutzgebiet im Kreis ist das 2014 eingerichtete Naturschutzgebiet Brachenleite bei Tauberbischofsheim. Das größte Naturschutzgebiet im Kreis ist die Ringelstaler-Weinhalde mit einer Fläche von 90,2 ha, das kleinste der Erlenbruchwald beim Lichteler Landturm mit 0,8 ha. Nach der Schutzgebietsstatistik der Landesanstalt für Umwelt, Messungen und Naturschutz Baden-Württemberg (LUBW) stehen 1091,38 ha der Kreisfläche von 130440 ha unter Naturschutz, das sind 0,84 Prozent.

## Naturschutzgebiete im Main-Tauber-Kreis
| Name                                                      | Bild | Kennung               | Einzelheiten | Position | Fläche Hektar | Datum         |
| --------------------------------------------------------- | ---- | --------------------- | --- | -------- | ------------- | ------------- |
| Leidenrain                                                |      | 1.041 WDPA: 82083     | Wertheim Im Gebiet war früher eine Graureiher-Kolonie. Perlgras-Buchenwald mit 100-jährigen Eichen und winterlindenreicher Niederwald, an einem steilen Osthang zum Main. | ⊙        | 29,7          | 8. Mai 1942   |
| Apfelberg                                                 |      | 1.042 WDPA: 81312     | Tauberbischofsheim, Werbach Bergkuppe (380 m) aus Wellendolomit und Wellenkalk, am bewaldeten Nordhang Decke aus pleistozänem Löß, am Südhang früher Weinberge. Waldfreies Gelände mit Blaugras-Rasen bzw. Halbtrockenrasen, in denen Fieder-Zwenke vorherrscht. Am Nordhang thermophiler Seggen-Buchenwald. Im Halbtrockenrasen Anflug von Gehölzpflanzen. Verschiedentlich Kiefernaufforstung. | ⊙        | 23,2          | 11. Apr. 1978 |
| Erlenbruchwald beim Lichteler Landturm                    |      | 1.045 WDPA: 162986    | Niederstetten Erlenbruchwald, stellenweise mit Torfmoospolstern. | ⊙        | 0,8           | 30. Nov. 1973 |
| Lindach                                                   |      | 1.048 WDPA: 82097     | Igersheim Auf der flachwelligen Hochfläche zwischen Tauber und Main auf Löß künstlich begründeter Traubeneichen-Bestand mit Beimischung von Linde, Bergahorn, Hainbuche, Aspe und Ulme. In den feuchten Senken auf Grundwasserböden Esche und Erle. Bannwald (LWaldG § 32) mit dem Untersuchungsziel, welche Rolle die Rotbuche in der Weiterentwicklung und Zusammensetzung des natürlichen Waldes spielt. | ⊙        | 16,4          | 31. Dez. 1975 |
| Hunsenberg                                                |      | 1.049 WDPA: 81969     | Tauberbischofsheim Steiler, südwest-exponierter Hang im Taubertal am Rand des mainfränkischen Trockengebietes. Aus Berberitze, Liguster, Hartriegel, Kork-Ulme, Schlehe, Wacholder und verschiedenen Rosen-Arten bestehendes Trockenhanggebüsch im Wechsel mit dem mainfränkischen Trockenrasen und der Wimpergrasflur. | ⊙        | 7,7           | 30. Mai 1975  |
| Mehlberg                                                  |      | 1.057 WDPA: 82154     | Lauda-Königshofen Trockenrasen mit reicher Flora und Fauna, insbesondere Biotop seltener Insekten. | ⊙        | 5,2           | 14. Feb. 1986 |
| Wormental                                                 |      | 1.060 WDPA: 82943     | Werbach Typischer tauberfränkischer Trockenstandort mit Trockenrasen, Kalkmagerrasen, thermophilen Waldgesellschaften und deren Säume, extensiven Streuobstbeständen, Äckern mit hohem Anteil an Ackerwildkrautarten, Hecken, Gebüschen und verschiedene Sukzessionsstadien; die Wiederherstellung zusammenhängender offener Bereiche wird angestrebt; Hanglage mit landschaftsprägendem Charakter. | ⊙        | 19,3          | 17. Apr. 1978 |
| Langenfeld                                                |      | 1.061 WDPA: 164358    | Königheim Landschaftstypische Trockenhänge; Lebensraum einer artenreichen, Wärme und Trockenheit liebenden Pflanzen- und Tierwelt. | ⊙        | 37,4          | 21. Apr. 1978 |
| Edelberg                                                  | BW   | 1.062 WDPA: 81571     | Lauda-Königshofen Westhang des Edelberges mit artenreicher, Wärme und Trockenheit liebender Pflanzen- und Tierwelt. | ⊙        | 4,6           | 26. Apr. 1978 |
| Lindenberg                                                |      | 1.063 WDPA: 82100     | Werbach Südwesthang des Lindenberges mit artenreicher, Wärme und Trockenheit liebender Pflanzen- und Tierwelt. | ⊙        | 8,6           | 26. Apr. 1978 |
| Dörre Wieslein                                            | BW   | 1.067 WDPA: 81544     | Königheim Durch Austritt von Quellwasser geprägtes natürliches Feuchtgebiet, das im Zusammenhang mit den umgebenden Trocken- und Buschflächen einen wertvollen Lebensraum für eine vielfältige und teilweise bedrohte Tier- und Pflanzenwelt darstellt und damit gleichzeitig als ökologischer Ausgleichsraum für die intensiv genutzten Flächen der Umgebung dient. | ⊙        | 2,5           | 18. Aug. 1978 |
| Trockenhang im Lötal                                      | BW   | 1.079 WDPA: 82736     | Boxberg Trockenhang an der Ausmündung eines Trockentales in das Umpfertal, Lebensraum für zahlreiche gefährdete Tier- und Pflanzenarten. | ⊙        | 3,4           | 6. Nov. 1979  |
| Vogelschutzgebiet beim Tremhof                            | BW   | 1.080 WDPA: 82818     | Freudenberg Reiherkolonie. | ⊙        | 48,0          | 7. Dez. 1979  |
| Holzberg                                                  | BW   | 1.093 WDPA: 81926     | Creglingen Naturnaher Hangwald und Wiesenbereich im Taubertal. | ⊙        | 22,7          | 2. Nov. 1981  |
| Made und Taubenloch                                       |      | 1.104 WDPA: 82130     | Külsheim Überdurchschnittlich vielfältiges Pflanzenvorkommen mit zahlreichen seltenen und geschützten Arten, zur Bewahrung der ökologischen Vielfalt in der Kulturlandschaft. | ⊙        | 6,5           | 30. Aug. 1982 |
| Kaltenberg                                                | BW   | 1.106 WDPA: 82031     | Lauda-Königshofen Altes, aufgelassenes Rebgelände auf südexponiertem Hang, besonders wertvoller Lebensraum für eine wärme- und trockenheitliebende Pflanzen- und Tierwelt. | ⊙        | 12,3          | 24. Sep. 1982 |
| Birkenberg                                                |      | 1.107 WDPA: 81404     | Bad Mergentheim Ostexponierter, flachgründiger Trockenhang, z. T. ohne Humusschicht. Verschiedene Sukzessionsstadien wechseln mit Waldflächen, den Trockenrasenflächen kommt die größte Bedeutung zu. | ⊙        | 23,2          | 14. Okt. 1982 |
| Kleines Knöckle                                           | BW   | 1.119 WDPA: 164134    | Bad Mergentheim Durch sehr unterschiedliche Wirtschaftsformen geprägtes Gebiet, das auf kleinstem Raum sehr unterschiedlich intensiven Einfluss durch den Menschen erfahren hat, daher die große Diversität der Tier- und Pflanzenarten; hoher didaktisch-pädagogischer Wert. | ⊙        | 6,9           | 20. Jan. 1984 |
| Gutenberg                                                 | BW   | 1.127 WDPA: 163417    | Wertheim Gebiet mit standörtlich rasch wechselndem Mosaik von Lebensgemeinschaften, Beispiel eines hochwertigen Sekundärbiotopes (Steinbruch). | ⊙        | 13,1          | 22. Okt. 1984 |
| Neuhaus                                                   |      | 1.128 WDPA: 164793    | Bad Mergentheim, Igersheim Vielgestaltiges, durch unterschiedliche Nutzung geprägtes Gebiet mit wertvollen Lebensräumen einer Fülle von Tier- und Pflanzenarten, markante geologische Ausformung. | ⊙        | 77,8          | 31. Okt. 1984 |
| Äußeres Ried                                              |      | 1.137 WDPA: 162300    | Boxberg Überregional bedeutsames anthropogenes Feuchtgebiet, naturnaher Wald und landwirtschaftlich hauptsächlich als Grünland genutzte Flächen als Lebensraum seltener Pflanzen- und Tierarten. | ⊙        | 22,7          | 12. Sep. 1985 |
| Oberrimbacher Erdfälle                                    |      | 1.139 WDPA: 164901    | Schrozberg, Creglingen, Niederstetten Erdgeschichtlich bedeutsames Gebiet mit über 100 Dolinen. | ⊙        | 71,6          | 6. Nov. 1985  |
| Altenberg                                                 |      | 1.140 WDPA: 162108    | Igersheim Naturnahe Waldbestände und Halbtrockenrasen mit charakteristischen Steinriegeln mit typischen Tier- und Pflanzengesellschaften. | ⊙        | 85,2          | 6. Nov. 1985  |
| Ellenberg-Kapf                                            | BW   | 1.144 WDPA: 162921    | Wertheim Exponierter südlicher Teil (Kapf) des Ellenberges, auf Unterem Muschelkalk mit ausgesprochen schlechter Wüchsigkeit; Niederwald mit vielen seltenen Pflanzen; Steppenheide und Föhrenwald; umfangreiche Pflege ist erforderlich. | ⊙        | 19,5          | 6. Okt. 1986  |
| Erlenwald Röte-Strüt                                      |      | 1.147 WDPA: 162995    | Freudenberg Überregional bedeutsamer Erlen-Eschenwald, mit z. T. Bruchwaldcharakter mit seltener Flora und Fauna | ⊙        | 7,3           | 1. Dez. 1986  |
| Hohenberg                                                 |      | 1.150 WDPA: 163744    | Lauda-Königshofen Die Biotopvielfalt - Primär- und Sekundärfeuchtgebiete, Streuobstwiesen, Hecken und Halbtrockenrasen im Umpfertal bietet vielen seltenen und bedrohten Tier- und Pflanzenarten Lebensraum. | ⊙        | 21,3          | 19. Mai 1987  |
| Haigergrund                                               |      | 1.165 WDPA: 163481    | Königheim Trockener Südwesthang mit seltener Flora und Fauna. | ⊙        | 58,4          | 18. Okt. 1994 |
| Adell                                                     |      | 1.189 WDPA: 162044    | Königheim Orchideenreicher Platterbsen-Buchenwald, Halbtrockenrasen mit unterschiedlichen Sukzessionsstadien und wärmeliebende Waldsäume mit typischen Pflanzengesellschaften und Tiergemeinschaften; z. T. Schonwald (LWaldG § 32). | ⊙        | 17,7          | 6. Nov. 1992  |
| Steinriegellandschaft zwischen Weikersheim und Elpersheim |      | 1.213 WDPA: 165723    | Weikersheim Für das Tauberland typischer Steinriegelhang als landschaftsprägendes Element und kultur-historisches Zeugnis einer jahrhundertealten Nutzungsart, bestehend aus extensiv genutzten Wiesen, Streuobstwiesen, Steinriegeln, Hecken, Bäumen, Heideflächen, Wald- und Gebüschzonen, als Lebensraum für zahlreiche charakteristische Tier- und Pflanzengesellschaften, mit z. T. stark gefährdeten Arten; zur barocken Gartenanlage des Schlosses Weikersheim gehörendes Landschaftsensemble. | ⊙        | 80,3          | 28. Dez. 1995 |
| Stammberg                                                 |      | 1.223 WDPA: 82618     | Tauberbischofsheim Großflächig zusammenhängende, unbeschattete Magerrasen mit extremen klimatischen Bedingungen, verschiedene Sukzessionsstadien und teilweise mit Obstbäumen bestandene Salbei-Glatthafer-Wiesen; naturnahe lichte Laubwälder, deren wärmeliebende Saumgesellschaften wiederhergestellt werden sollen; die Lebensräume zahlreicher seltener, z. T. gefährdeter und geschützter Pflanzen- und Tierarten der trockenwarmen Standorte soll verbessert werden. z. T. Bannwald (NR: Bauland). | ⊙        | 78,7          | 11. Mai 1942  |
| Kailstadt-Mühlhelde                                       |      | 1.233 WDPA: 318618    | Boxberg Reich strukturierter, gut ausgebildeter, repräsentativer tauberfränkischer Muschelkalkhang als Lebensraum für eine artenreiche Pflanzen- und Tierwelt und als kulturhistorisches Zeugnis der kleinteiligen, extensiven Landnutzungsformen, die den Charakter dieser Landschaft geprägt haben. Der Lebensraumkomplex umfasst folgende Biotoptypen: Magerrasen und Wacholderheiden (teilweise in Sukzession oder aufgeforstet), wärmeliebende Saumbereiche, Steinriegel- und Trockenmauerrelikte, Streuobstwiesen, Wiesen, Hecken, Gebüsche, Feldgehölze und Ackerland sowie kleinflächig Sumpfseggen-Riede, Waldsimsen-Sümpfe und Hochstaudenfluren | ⊙        | 36,9          | 2. Okt. 1998  |
| Ringelstaler-Weinhalde                                    |      | 1.242 WDPA: 318993    | Bad Mergentheim, Lauda-Königshofen Reich strukturierter, gut ausgebildeter, repräsentativer Tauberfränkischer Muschelkalkhang als Lebensraum für eine artenreiche Pflanzen- und Tierwelt und als kulturhistorisches Zeugnis der kleinteiligen, extensiven Landnutzungsformen, die den Charakter dieser Landschaft geprägt haben; der Lebensraumkomplex umfasst folgende Biotoptypen: Magerrasen (teilweise in Sukzession oder aufgeforstet), wärme-liebende Saumgesellschaften, offene Felsbildungen, Steinriegel, Trockenhänge, Streuobstwiesen, Wiesen, Hecken, Gebüsche, Feldgehölze und Ackerland sowie Seggen- und Waldgersten-Buchenwälder           | ⊙        | 90,1          | 28. Nov. 2000 |
| Helmental-Kleinleiden                                     |      | 1.255 WDPA: 318528    | Werbach Zwei reich strukturierte, typische Muschelkalk-Trockenhänge im Werbach-Böttigheimer Tal als Lebensraum für eine artenreiche Pflanzen- und Tierwelt sowie als kulturhistorisches Zeugnis der kleinparzellierten Landnutzungsformen, die den Charakter dieser Landschaft mitgeprägt haben. Der Lebensraumkomplex umfasst im Wesentlichen folgende Biotoptypen: Magerrasen (teilweise in Sukzession oder aufgeforstet), wärmeliebende Saumgesellschaften, Steinriegel, offene Felsbildungen, Trockenrasen, Obstbaumwiesen, Feldhecken und Feldgehölze; die Erhaltung, Entwicklung und Pflege der Trockenhänge wird angestrebt.                        | ⊙        | 15,3          | 18. Dez. 2002 |
| Besselbergweinberge                                       |      | 1.264 WDPA: 344577    | Grünsfeld Gebiet mit einer Vielzahl seltener und bedrohter Tier- und Pflanzenarten, insbesondere Lebensräume der orchideenreichen Kalkmagerrasen (prioritär) und der mageren Flachland-Mähwiesen nach Anhang I der FFH-Richtlinie. | ⊙        | 37,3          | 14. Juni 2005 |
| Wildentierbacher Berg                                     |      | 1.266 WDPA: 344843    | Niederstetten Eine für das Tauberland typischen Steinriegellandschaft. Die durch historische Weinbaunutzung entstandene Kulturlandschaft zeichnet sich durch einen vielfältigen Lebensraumkomplex aus Magerrasen, Glatthaferwiesen, Streuobstwiesen, Steinriegel, Feldhecken, Feldgehölzen und Gebüschen aus, die zum Teil Lebensräume nach Anhang I der FFH-Richtlinie sind. Steinriegel sind der prägende Biotoptyp des Naturschutzgebietes. | ⊙        | 37,5          | 24. Okt. 2005 |
| Brachenleite bei Tauberbischofsheim                       |      | 1.279 WDPA: 555560732 | Tauberbischofsheim ehemaliger Standortübungsplatz, extensiv bewirtschaftetes Grünland im Komplex mit Saumgesellschaften, Hecken und Hutewaldbereichen | ⊙        | 64,3          | 17. Dez. 2014 |
| Legende für Naturschutzgebiet                             |      |                       | |          |               |               |